# Diogenesia oligantha
Diogenesia oligantha är en ljungväxtart som först beskrevs av A.C. Smith, och fick sitt nu gällande namn av H.Sleumer. Diogenesia oligantha ingår i släktet Diogenesia och familjen ljungväxter. Inga underarter finns listade i Catalogue of Life.